# Államok vezetőinek listája 446-ban
Ezen az oldalon az i. sz. 446-ban fennálló államok vezetőinek névsora olvasható földrészek, majd országok szerinti bontásban.

## Európa
- Nyugatrómai Birodalom
  - Császár: III. Valentinianus (425–455)
  - Consul: Flavius Aëtius

- Keletrómai Birodalom
  - Császár: II. Theodosius (408–450)
  - Consul: Quintus Aurelius Symmachus

- Vizigótok
  - Király: I. Theodorik (418–451)

- Burgundok
  - Király: Gundioch (436-470)

- Szvébek
  - Király: Rechila (438–448)

- Száli frankok
- Király: Chlodio (kb. 428 – kb. 450)

- Hunok
- Király: Attila (434–453)

## Ázsia
- Ibériai Királyság
  - Király: V. Mithridatész (435–447)

- India
  - Anuradhapura
    - Király: Parinda (441-447)

  - Gupta Birodalom
    - Király: I. Kumaragupta (415–455)

  - Kadamba
    - Király: Kakuszthavarman (425–450)

  - Pallava
    - Király: II. Szimhavarman (438–460)

  - Vákátaka
    - Király: Narendraszéna (440–460)

- Japán
  - Császár: Ingjó (411–453)

- Kína Északi és déli dinasztiák kora
  - Császár:
    - Liu Szung: Szung Ven-ti (424–452)
    - Északi Vej: Tajvu (423–452)

- Korea
  - Pekcse
    - Király: Piju (427–454)

  - Kogurjo
    - Király: Csangszu (413–490)

  - Silla
    - Király: Nuldzsi (417–458)

  - Kumgvan Kaja
    - Király: Cshühi (421–451)

- Szászánida Birodalom
  - Nagykirály: II. Jazdagird (438–457)

## Afrika
- Vandálok
  - Király: Geiseric (428–477)

- Akszúmi Királyság
  - Akszúmi uralkodók listája

## Amerika
- Palenque
  - Király: Casper (11 Nyúl) (435–487)

- Tikal
  - Király: II. Siyaj Chan K’awiil (411–458)

## Egyházfő
- Pápa: I. Leo (440–461)

## Fordítás
- Ez a szócikk részben vagy egészben  a   Liste der Staatsoberhäupter 446 című német Wikipédia-szócikk ezen változatának fordításán alapul.  Az eredeti cikk szerkesztőit annak laptörténete sorolja fel. Ez a jelzés csupán a megfogalmazás eredetét és a szerzői jogokat jelzi, nem szolgál a cikkben szereplő információk forrásmegjelöléseként.